# Adobe Systems
Adobe Inc. (anglická výslovnost [əˈdoʊbi]), do 3. října 2018 známá pod názvem Adobe Systems Incorporated, je softwarová firma zaměřená na oblast počítačové grafiky, publikování a digitálního marketingu. Je známá zejména jako autor standardů PostScript a PDF a výrobce grafických programů Adobe Photoshop a Adobe Illustrator a programů pro publikování/čtení PDF dokumentů Adobe Acrobat (Standard či Pro) / Adobe Reader.
Společnost je nazvána podle řeky Adobe Creek, tekoucí za domem Johna Warnocka v Los Altos v Kalifornii. Její název tedy nemá nic společného s nepálenými cihlami-vepřovicemi (anglicky adobe).

## Historie
- Společnost byla založena Johnem Warnockem a Charlesem Geschkem v prosinci 1982 v kalifornském San José. Oba společníci předtím vyvíjeli u společnosti Xerox PARC komerční jazyk PostScript.
- V roce 1994 koupila firmu Aldus – autora velmi rozšířeného sázecího software Pagemaker.
- V roce 1999 koupila firmu GoLive s jejich WYSIWYG HTML editorem.
- Na konci roku 2005 koupila společnost Adobe firmu Macromedia.
- 3. října 2018 si společnost oficiálně změnila název z Adobe Systems Incorporated na Adobe Inc.

## Produkty

### Adobe Creative Cloud
- Adobe Photoshop – Úpravy snímků a vytváření kompozic
- Adobe Illustrator – Vektorová grafika a ilustrace
- Adobe After Effects – Filmové vizuální efekty a pohyblivá grafika
- Adobe InDesign – Návrh a rozložení stránky pro tisk a digitální publikování
- Adobe Premiere Pro – Produkce a úpravy videa
- Adobe Lightroom – Zpracování a úpravy digitálních fotografií
- Adobe Dreamweaver – Webový a mobilní design
- Adobe Muse – Návrh webových stránek bez programování
- Adobe Animate – Interaktivní animace pro různé platformy
- Adobe Fuse – Vytváření vlastních 3D postav pro projekty Photoshop
- Adobe Acrobat Pro DC – Vytváření, úpravy a podepisování dokumentů a formulářů PDF
- Adobe Audition – Nahrávání, mixování a opravy zvuku
- Adobe Bridge – Tvůrčí materiály na jednom místě
- Adobe Flash Buldier – IDE pro kódování aplikací Flash a balení pro mobilní zařízení
- Adobe In Copy – Spolupráce s copywritery a editory
- Adobe Prelude – Načítání metadat, protokolování a hrubé sestřihy
- Adobe Media Encoder – Rychlý export video souborů pro prakticky každou obrazovku
- Adobe Slate – Pro rozhýbání slov a obrazů
- Adobe Scout – Profilování flashových her na webu i v zařízeních
- Adobe Speed Grade – Dokončení a barevné úpravy filmu
- Adobe Story Plus – Nástroje pro spolupráci na scénářích, tvorbu reportů a plánování
- Adobe PhoneGap Build – Umožňuje zabalení mobilní aplikace do cloudu
- Adobe Prelude Live Logger – Rychlejší práce díky inteligentnějšímu protokolování videí
- Herní sada SDK – Vytváření her ActionScript
- Extension Manager – Jednoduchá instalace a správa rozšíření
- Sada nástrojů Extend Script – Pro přidání skriptu do kreativních aplikací

### Ecommerce
- Magento – Platforma pro ecommerce